# 晏平
晏平（あんへい）は、五胡十六国時代、成漢の君主李雄の治世で使用された元号。306年5月 - 310年。
別に宣平とも表記されることがある。

## 西暦・干支との対照表
| 晏平 | 元年  | 2年   | 3年   | 4年   | 5年   |
| 西暦 | 306年 | 307年 | 308年 | 309年 | 310年 |
| 干支 | 丙寅  | 丁卯  | 戊辰  | 己巳  | 庚午  |